# ذاکر حسین (بازیگر)
ذاکر حسین (به انگلیسی: Zakir Hussain) بازیگر هندی است.
از فیلم‌های معروف او می‌توان به بازی در فیلم تعطیلات اشاره کرد.

## فیلم‌شناسی
فهرست برخی از فیلم‌هایی که ذاکر حسین در آنها به ایفای نقش پرداخته‌است:
- تعطیلات
- دوقلوها ۲
- سینگهام ۲
- داستان شگفت‌انگیز
- قهرمان واقعی
- شهر انتقام
- گایال: یک‌بار دیگر
- آخر حماقت
- نام من شبانا
- انتقام‌جو
- قاتل
- ملودی کور
- تفنگ
- تنها
- دور نهایی
- هلیکوپتر ایلا
- استاد، همسر و گنگستر ۳
- پان سینگ تومار
- جاده مرگ
- دی
- جانی خائن
- شادکامی دو برابر
- مدرسه انگلیسی
- رامایا خواهد آمد
- سبهاس چاندرا بوس
- دیوونه بازی
- ملکه هفت‌تیر
- علم معماری
- حقیقت تنها پیروزی است ۲
- فوت کردن
- فوت کردن ۲
- قدرت
- زرد خالی
- عزیز